# Liste der Kulturdenkmale in Hohenfelde (Stormarn)
In der Liste der Kulturdenkmale in Hohenfelde sind alle Kulturdenkmale der schleswig-holsteinischen Gemeinde Hohenfelde (Kreis Stormarn) aufgelistet (Stand: 10. März 2025).

## Legende
In den Spalten befinden sich folgende Informationen:
- Objekt-ID: die Nummer des Kulturdenkmales
- Lage: die Adresse des Kulturdenkmales und die geographischen Koordinaten. Kartenansicht, um Koordinaten zu setzen. In der Kartenansicht sind Kulturdenkmale ohne Koordinaten mit einem roten Marker dargestellt und können in der Karte gesetzt werden. Kulturdenkmale ohne Bild sind mit einem blauen Marker gekennzeichnet, Kulturdenkmale mit Bild mit einem grünen Marker.
- Offizielle Bezeichnung: Bezeichnung des Kulturdenkmales
- Beschreibung: die Beschreibung des Kulturdenkmales
- Bild: ein Bild des Kulturdenkmales

## Bauliche Anlagen
| Objekt-ID      | Lage                                        | Offizielle Bezeichnung | Beschreibung | Bild |
| -------------- | ------------------------------------------- | ---------------------- | --- | ---- |
| 3097 Wikidata  | Hohenfelde 1 (53° 37′ 42″ N, 10° 28′ 15″ O) | Fachhallenhaus         | Alteintragung (Aktualisierung vorgesehen) - Begründung: Alteintragung (Aktualisierung vorgesehen) - Schutzumfang: Alteintragung (Aktualisierung vorgesehen) - Denkmaltyp: Bauliche Anlage                                     | BW   |
| 1270 Wikidata  | Hohenfelde 2 (53° 37′ 43″ N, 10° 28′ 16″ O) | Altenteilerhaus        | Alteintragung (Aktualisierung vorgesehen) - Begründung: Alteintragung (Aktualisierung vorgesehen) - Schutzumfang: Alteintragung (Aktualisierung vorgesehen) - Denkmaltyp: Bauliche Anlage                                     | BW   |
| 47596 Wikidata | Hohenfelde 4 (53° 37′ 48″ N, 10° 28′ 19″ O) | Ehemaliges Armenhaus   | Ehemaliges Armenhaus, 1. Hälfte 19. Jh., kleiner, weiß verputzter Ziegelbau mit reetgedecktem Walmdach und Rundgaube - Begründung: geschichtlich, städtebaulich - Schutzumfang: gesamtes Objekt - Denkmaltyp: Bauliche Anlage | BW   |
| 3098 Wikidata  | Hohenfelde 9 (53° 37′ 51″ N, 10° 28′ 24″ O) | Fachhallenkate         | Alteintragung (Aktualisierung vorgesehen) - Begründung: Alteintragung (Aktualisierung vorgesehen) - Schutzumfang: Alteintragung (Aktualisierung vorgesehen) - Denkmaltyp: Bauliche Anlage                                     | BW   |